# Bitwa o Ścinawę
Bitwa o Ścinawę – starcie zbrojne mające miejsce w dniach 23 stycznia - 4 lutego 1945 między oddziałami Armii Czerwonej a wojskami niemieckimi, zakończone zdobyciem miasta-twierdzy Ścinawa i uchwyceniem przyczółka na zachodnim brzegu Odry, wykorzystanego m.in. do likwidacji hitlerowskich Niemiec.
Pod Ścinawę leżącą po zachodnie stronie Odry, wojska Armii Czerwonej dotarły 22 stycznia 1945 w czasie ofensywy która ruszyła 12 stycznia znad Wisły. Zdobycie miasta z marszu (po opanowaniu mostu na Odrze) nie powiodło się w wyniku niemieckiego kontrataku. Do kolejnych walk doszło w rejonie Chobieni, gdzie pierwsi forsowali Odrę czerwonoarmiści służący w 6 Korpusie Zmechanizowanym.
W związku z licznymi i silnymi kontratakami niemieckimi, do walk o przyczółek i zdobycie Ścinawy musiały zostać zaangażowane wojska 4 Armia Pancerna i 13 Armia. Dużą rolą w przełamaniu niemieckiej obrony miała 2 Armia Lotnicza dowodzona przez gen. Stiepana Krasowskiego. W wyniku walk trwających do 4 lutego 1945 miasto-twierdza Ścinawa została zdobyta a armia niemiecka poniosła straty liczące ponad 8 tys. żołnierzy oraz 200 czołgów i dział szturmowych. 
Za odwagę i umiejętne dowodzenie w czasie bitwy płk. Wsiewołod Rywż został uhonorowany Złotą Gwiazdą Bohatera Związku Radzieckiego. Kolejną Złotą Gwiazdą Bohatera Związku Radzieckiego otrzymał st. lejt. M. Denisow, który jako pierwszy sforsował Odrę pod  Ścinawą. 

## Upamiętnienie
Po zakończeniu wojny ku czci żołnierzy z Armii Czerwonej poległych w walce z hitlerowskimi Niemcami wzniesiono pomnik na którym umieszczono czołg T-34. Czołg ten jako pierwszy miał wjechać do Ścinawy.